# Gefecht bei Sandershausen
Hastenbeck – Krefeld – Sandershausen – Mehr – Lutterberg 1758 – Bergen – Minden – Gohfeld – Fulda – Korbach – Emsdorf – Warburg – Rhadern – Kloster Kampen – Langensalza – Saalfeld – Vellinghausen – Arnsberg – Wilhelmsthal – Lutterberg 1762 – Brücker Mühle
Das Gefecht bei Sandershausen war eine Episode des Siebenjährigen Krieges. Es fand am 23. Juli 1758 in der Nähe der hessischen Gemeinde Sandershausen statt. Befehlshaber waren auf französischer Seite der Maréchal de France Victor-François de Broglie und auf hessischer Seite der Generalleutnant Johann Casimir von Isenburg-Birstein.

## Vorgeschichte
Am Tag der Schlacht bei Krefeld erhielt der Prince de Soubise den Befehl, die Landgrafschaft Hessen-Kassel zu erobern. Zu diesem Zweck schickte er ein Armeekorps in der Stärke von 20.000 Mann unter dem Befehl des Duc de Broglie mit dem Auftrag, die präsenten hessischen Truppen zu einer Schlacht zu zwingen. Der Graf von Isenburg mit seiner nicht sehr kampfkräftigen Truppe, aus wenig erfahrenen Zwangsausgehobenen sowie zu einem Großteil aus Invaliden bestehend, zog es vor, sich hinter die Eder nach Fritzlar zurückzuziehen. Am 22. Juli überquerte er die Fulda oberhalb von Kassel.

## Das Gefecht
Am 23. Juli begann de Broglie mit seiner Vorhut den Vormarsch auf Sandershausen, in dem die Hessen begonnen hatten, Quartier zu nehmen. Um 11 Uhr am Morgen überschritt er mit seiner Infanterie, gefolgt von der Kavallerie, die Fulda.
Die hessischen Vorposten bei Sandershausen wurden unverzüglich zurückgeworfen, allerdings wurden die Franzosen dann durch massives Gewehrfeuer aus zwei gedeckten Stellungen aufgehalten. De Broglie brachte daraufhin seine Artillerie in Stellung, um die gegnerischen Kräfte auszuschalten, woraufhin die Hessen zunächst den Rückzug antraten, um sich dann in Schlachtordnung aufzustellen. Sie postierten ihre Kanonen im Zentrum links und rechts der Straße nach Hann. Münden. Der rechte Flügel stand auf den bewaldeten Hängen zur Fulda; den linken Flügel bis zum Bauernhof Ellenbach bildete die Kavallerie, während die Invaliden die zweite Linie einnahmen.
De Broglie bildete mit seiner Truppe, die 16 Stunden marschiert war, drei Angriffssäulen, deren dritte nur aus den 10 Kanonen bestand. Die Kavallerie deckte die Flanken.
Die Kolonne des rechten Flügels stieß auf den Bauernhof Ellenbach vor, den de Broglie massiv durch Artillerie beschießen ließ, um dann seine Grenadiere vorzuschicken. Isenburg befahl jedoch vorher seine Kavallerie zu einem Gegenangriff auf die französische Kavallerie des rechten Flügels. Es kam zu einem Kavalleriekampf, der hin und her wogte.
Die Schlacht wurde zunehmend unübersichtlich, bis ein Bajonettangriff der Franzosen um 18:30 Uhr den rechten Flügel der hessischen Infanterie zurückschlagen konnte. Gedeckt durch ihre Kavallerie, riegelten die französischen Jäger das Tal des Ellenbachs ab. Die Hessen gaben sich geschlagen und traten den Rückzug an. Wegen der Erschöpfung der eigenen Truppen verzichtete de Broglie auf eine Verfolgung des Gegners.

## Auswirkungen
Die Franzosen besetzten Marburg und Kassel, wo sie provisorisch neue Bürgermeister einsetzten. Es folgte die  Schlacht bei Lutterberg, als die Hessen und die Hannoveraner versuchten, die französischen Versorgungslinien zu unterbrechen.